# 海外省法
《海外省法》是法國於1946年通過的法律。該法規定四個自法蘭西第一殖民帝國時期獲得的“舊殖民地”——瓜德羅普、馬提尼克、法屬圭亞那及留尼汪——成爲由法國內政部直接管轄的海外省。該法標誌着以上四地正式脫離法蘭西殖民帝國而成爲法國建制的一部分。

## 相關法律條文
* 法蘭西共和國政府公告 *
第46-451號法律，於1946年3月19日，給予瓜德羅普、馬提尼克、留尼汪、法屬圭亞那法國（海外）省地位。
國民議會通過以下法條，並由法蘭西共和國臨時政府總統頒佈：
- 壹—— 瓜德羅普殖民地、馬提尼克殖民地、留尼汪殖民地及法屬圭亞那殖民地四地，升爲法國（海外）省；
- 貳—— 所有目前於法國本土實行，並且於1947年1月1日前未適用於以上殖民地的法律及法令，現適用於以上提及的法國新（海外）省；
- 參—— 自本法頒佈之日起，所有適用於法國本土的新法，將亦同時適用於以上（海外）省。本法經國民議會批准及通過，以國家法律的形式執行。

## 後續
1947年7月26日頒發的第1374號法律，將《海外省法》中第二條的日期“1947年1月1日”延長至1947年12月31日。